# Szaraf ad-Din Chan Bedlisi
Szaraf ad-Din Chan Bedlisi (ur. 25 lutego 1543 w Komie, zm. 1603 w Bitlis) – kurdyjski emir, pisarz, historyk oraz polityk pochodzący z księstwa Bitlis. Znany przede wszystkim jako autor wydanego w 1597 roku eposu Szarafnama, stanowiącego opis historii narodu kurdyjskiego.

## Życiorys
Szaraf ad-Din urodził się 25 lutego 1543 roku w mieście Kararud, leżącym pomiędzy Hamadanem a Kom. Jego ojciec, książę Szams ad-Din, został przez władzę Imperium Osmańskiego pozbawiony urzędu przywódcy kurdyjskiego klanu Ruzagi, przez co cała rodzina książęca udała się na wygnanie, które spędziła na dworze Safawidów. Tam, młody Szaraf ad-Din, za zgodą szacha Tahmaspa I, pobierał nauki. Wtedy już rozwinęło się jego zainteresowanie literaturą. Kiedy osiągnął pełnoletniość, otrzymał również edukację z zakresu różnych sztuk walki oraz sportu, takich jak: łucznictwo, fechtunek, jazda konna, polo czy zasad etosu rycerskiego.
W 1576 roku Tahmasp I nadał mu tytuł „Mira Mirów” i przekazał urząd przywódcy wszystkich kurdyjskich rodów na terenie Persji. Ten stan rzeczy nie trwał jednak długo, ponieważ po dwóch latach Szaraf ad-Din zrezygnował z urzędu i wsparł Osmanów w walce przeciwko Safawidom. Za zasługi wojenne sułtan Murad III nadał mu tytuł chana. Szaraf ad-Din odzyskał utracony przez ojca urząd władcy księstwa Bitlis po udanej wyprawie na tereny Gruzji w 1583 roku. W 1597 roku przekazał swój urząd synowi, Szams ad-Dinowi. Natomiast do końca życia mieszkał w Bitlis, gdzie po abdykacji oddał się badaniom historycznym.

### Szarafnama
Pomimo swojej dość aktywnej działalności politycznej, Szaraf ad-Din jest znany, przede wszystkim, jako autor eposu zatytułowanego Szarafnama, który uznawany jest za jedno z najważniejszych dzieł w historii literatury kurdyjskiej, chociaż książka została napisana w całości w języku perskim. Jej ukończenie zajęło autorowi rok i oficjalną datą wydania jest 1597.
Treść dzieła stanowi próbę opisu historii narodu kurdyjskiego na przestrzeni ponad 400 lat. Składa się z dwóch korelujących ze sobą części:
1. Historii Kurdów podyktowanej podziałem terytoriów pomiędzy różne plemiona, jak i również rody. Autor do przedstawienia treści posłużył się wieloma arabskimi, perskimi czy tureckimi podaniami, jak również swoimi własnymi doświadczeniami (elementy autobiograficzne).
2. Historii sułtanów Imperium Osmańskiego, a także ówczesnych władców Iranu i Turanu na terenach Azji Środkowej od  roku 1290 do 1596. W owej części znajdują się również fragmenty wspominające oraz opisujące znaczących ludzi nauki[1][4].